# František Nušl
Pour les articles homonymes, voir Nušl.
František Nušl (prononcé en tchèque : [ˈfrantɪʃɛk ˈnuʃl̩]), né le 3 décembre 1867 à Jindřichův Hradec (Autriche-Hongrie) et mort le 17 septembre 1951 à Prague (Tchécoslovaquie), est un astronome et mathématicien tchèque.

## Récompenses et honneurs
- Depuis 1999, le prix František Nušl est décerné par la Société astronomique tchèque en tant que récompense des personnalités pour l'ensemble de leur carrière.
- L’astéroïde (3424) Nušl porte son nom.
- Le cratère Nušl sur la Lune porte son nom.
- L'observatoire astronomique de sa ville natale, Jindřichův Hradec, porte son nom.